# Kékmaszkos amazon
A kékmaszkos amazon (Amazona versicolor), korábban Szent Luca-szigeti-amazon vagy kékálarcos amazonpapagáj, a madarak osztályának papagájalakúak (Psittaciformes) rendjébe, a papagájfélék (Psittacidae) családjába és az araformák (Arinae) alcsaládjába tartozó faj.

## Előfordulása
A Kis-Antillák Szél felőli szigetek csoportjába tartozó Saint Lucia szigetén honos, mely szigetországnak ez a nemzeti madara.

## Megjelenése
Testhossza 43 centiméter.